# Danh sách đơn vị hành chính cấp tỉnh các quốc gia châu Á
Dưới đây liệt kê danh sách các đơn vị hành chính cấp tỉnh của các quốc gia châu Á. Các quốc gia châu Á được sắp xếp theo thứ tự alphabet theo tiếng Anh

### Danh sách đơn vị hành chính cấp tỉnh của Afghanistan
Tại Afghanistan, các tỉnh được gọi là wilayat. Có tổng cộng 34 tỉnh ở Afganistan. Các tỉnh được chia tiếp ở cấp dưới là các huyện và các quận
| STT | Tên tỉnh      | Năm thành lập | Tỉnh lị        | Chú thích         |
| --- | ------------- | ------------- | -------------- | ----------------- |
| 1   | Badakhshan    |               | Fayzabad       |                   |
| 2   | Badghis       | 1964          | Qala i Naw     |                   |
| 3   | Baghlan       | 1964          | Puli Khumri    |                   |
| 4   | Balkh         |               | Mazar i Sharif |                   |
| 5   | Bamyan        |               | Bamyan         |                   |
| 6   | Daykundi      | 2004          | Nili           |                   |
| 7   | Farah         |               | Farah          |                   |
| 8   | Faryab        | 1964          | Maymana        |                   |
| 9   | Ghazni        |               | Ghazni         |                   |
| 10  | Ghor          |               | Firuzkoh       |                   |
| 11  | Helmand       |               | Lashkargah     |                   |
| 12  | Herat         |               | Herat          |                   |
| 13  | Jowzjan       |               | Sheberghan     |                   |
| 14  | Kabul         |               | Kabul          | tỉnh lị là thủ đô |
| 15  | Kandahar      |               | Kandahar       |                   |
| 16  | Kapisa        |               | Mahmud i Raqi  |                   |
| 17  | Khost         |               | Khost          |                   |
| 18  | Kunar         |               | Asadabad       |                   |
| 19  | Kunduz        |               | Kunduz         |                   |
| 20  | Laghman       |               | Mihtarlam      |                   |
| 21  | Logar         |               | Pul i Alam     |                   |
| 22  | Maidan Wardak |               | Maidan Shar    |                   |
| 23  | Nangarhar     |               | Jalalabad      |                   |
| 24  | Nimruz        |               | Zaranj         |                   |
| 25  | Nuristan      |               | Parun          |                   |
| 26  | Paktia        |               | Gardez         |                   |
| 27  | Paktika       |               | Sharana        |                   |
| 28  | Panjshir      |               | Bazarak        |                   |
| 29  | Parwan        |               | Charikar       |                   |
| 30  | Samangan      |               | Samangan       |                   |
| 31  | Sar e Pol     |               | Sar e Pol      |                   |
| 32  | Takhar        |               | Taloqan        |                   |
| 33  | Urozgan       |               | Tarinkot       |                   |
| 34  | Zabul         |               | Qalat          |                   |

### Danh sách đơn vị hành chính cấp tỉnh của Armenia
Tại Armenia, các tỉnh được gọi là marz. Có tổng cộng 11 tỉnh ở Armenia, tính cả thủ đô Yerevan. Các tỉnh được chia tiếp ở cấp dưới là các cộng đồng, thành phố/thị xã và làng
| STT | Tên tỉnh    | Năm thành lập | Tỉnh lị      | Chú thích |
| --- | ----------- | ------------- | ------------ | --------- |
| 1   | Aragatsotn  | 1995          | Ashtarak     |           |
| 2   | Ararat      | 1995          | Artashat     |           |
| 3   | Armavir     | 1995          | Armavir      |           |
| 4   | Gegharkunik | 1995          | Gavar        |           |
| 5   | Kotayk      | 1995          | Hrazdan      |           |
| 6   | Lori        | 1995          | Vanadzor     |           |
| 7   | Shirak      | 1995          | Gyumri       |           |
| 8   | Syunik      | 1995          | Kapan        |           |
| 9   | Tavush      | 1995          | Ijevan       |           |
| 10  | Vayots Dzor | 1995          | Yeghegnadzor |           |
| 11  | Yerevan     | 1991          |              | thủ đô    |

### Danh sách đơn vị hành chính cấp tỉnh của Azerbaijan
Tại Azerbaijan, có 10 vùng kinh tế/cộng hòa tự trị, nhưng không phải phân chia hành chính chính thức tại đây. Azerbaijan phân cấp hành chính thành 59 quận (rayon), 11 thành phố và 1 tỉnh cộng hòa tự trị.
| STT | Tên quận    | Năm thành lập | Thủ phủ    | Chú thích       |
| --- | ----------- | ------------- | ---------- | --------------- |
| 1   | Absheron    |               | Xırdalan   |                 |
| 2   | Aghdam      |               | Alibeili   |                 |
| 3   | Aghdash     |               | Agdash     |                 |
| 4   | Aghjabedi   | 1930          | Aghjabadi  |                 |
| 5   | Aghstafa    | 1990          | Agstafa    |                 |
| 6   | Aghsu       | 1943          | Agsu       |                 |
| 7   | Astara      | 1930          | Astara     |                 |
| 8   | Baku        |               |            | thủ đô          |
| 9   | Balaken     | 1930          | Balakan    |                 |
| 10  | Barda       |               | Barda      |                 |
| 11  | Beilagan    |               | Beilagan   |                 |
| 12  | Bilasuvar   |               | Bilasuvar  |                 |
| 13  | Dashkasan   |               | Dashkasan  |                 |
| 14  | Fizuli      |               | Fizuli     |                 |
| 15  | Gadabay     |               | Gadabay    |                 |
| 16  | Ganja       |               |            | thành phố       |
| 17  | Geranboy    |               | Geranboy   |                 |
| 18  | Gobustan    |               | Gobustan   |                 |
| 19  | Goychay     |               | Goychay    |                 |
| 20  | Goygol      |               | Goygol     |                 |
| 21  | Hacuqabul   |               | Qazimemmed |                 |
| 22  | Imishli     |               | Imishli    |                 |
| 23  | Ismailly    |               | Ismailly   |                 |
| 24  | Jalilabad   |               | Jalilabad  |                 |
| 25  | Jebrail     |               | Jebrail    |                 |
| 26  | Kelbajar    |               | Kelbajar   |                 |
| 27  | Khachmaz    |               | Khachmaz   |                 |
| 28  | Khankendi   |               |            | thành phố       |
| 29  | Khizi       |               | Khizi      |                 |
| 30  | Khojali     |               | Khojali    |                 |
| 31  | Khojavend   |               | Khojavend  |                 |
| 32  | Kyurdamir   |               | Kyurdamir  |                 |
| 33  | Lachin      |               | Lachin     |                 |
| 34  | Lankaran    |               | Lankaran   |                 |
| 35  | Lankaran    |               |            | thành phố       |
| 36  | Lerik       |               | Lerik      |                 |
| 37  | Masally     |               | Masally    |                 |
| 38  | Mingachevir |               |            | thành phố       |
| 39  | Naftalan    |               |            | thành phố       |
| 40  | Nakhchivan  |               | Nakhchivan | cộng hòa tự trị |
| 41  | Neftchala   |               | Neftchala  |                 |
| 42  | Oghuz       |               | Oghuz      |                 |
| 43  | Qabala      |               | Qabala     |                 |
| 44  | Qakh        |               | Qakh       |                 |
| 45  | Qazakh      |               | Qazakh     |                 |
| 46  | Quba        |               | Quba       |                 |
| 47  | Qubadli     |               | Qubadli    |                 |
| 48  | Qusar       |               | Qusar      |                 |
| 49  | Saatly      |               | Saatly     |                 |
| 50  | Sabirabad   |               | Sabirabad  |                 |
| 51  | Salyan      |               | Salyan     |                 |
| 52  | Samukh      |               | Nebiagali  |                 |
| 53  | Shabran     |               | Shabran    |                 |
| 54  | Shaki       |               | Shaki      |                 |
| 55  | Shaki       |               |            | thành phố       |
| 56  | Shamakhi    |               | Shamakhi   |                 |
| 57  | Shamkir     |               | Shamkir    |                 |
| 58  | Shirvan     |               |            | thành phố       |
| 59  | Shusha      |               | Shusha     |                 |
| 60  | Shusha      |               |            | thành phố       |
| 61  | Siazan      |               | Siazan     |                 |
| 62  | Sumqayit    |               |            | thành phố       |
| 63  | Tartar      |               | Tartar     |                 |
| 64  | Tovuz       |               | Tovuz      |                 |
| 65  | Ujar        |               | Ujar       |                 |
| 66  | Yardymli    |               | Yardymli   |                 |
| 67  | Yevlakh     |               | Yevlakh    |                 |
| 68  | Yevlakh     |               |            | thành phố       |
| 69  | Zangilan    |               | Zangilan   |                 |
| 70  | Zaqatala    |               | Zaqatala   |                 |
| 71  | Zardab      |               | Zardab     |                 |

### Danh sách đơn vị hành chính cấp tỉnh của Bahrain
Tại Bahrain, có 4 tỉnh được gọi là governorate. Dưới bang là các khu phố
| STT | Tên tỉnh         | Năm thành lập | Tỉnh lị | Chú thích   |
| --- | ---------------- | ------------- | ------- | ----------- |
| 1   | Capital (Thủ Đô) | 2002          |         | chứa thủ đô |
| 2   | Muharraq         | 2002          |         |             |
| 3   | Northern (Bắc)   | 2002          |         |             |
| 4   | Southern (Nam)   | 2002          |         |             |

### Danh sách đơn vị hành chính cấp tỉnh của Bangladesh
Tại Bangladesh, phân cấp hành chính lớn nhất là các phân khu. Dưới các phân khu là các quận 
| STT | Tên phân khu | Năm thành lập | Thủ phủ    | Chú thích         |
| --- | ------------ | ------------- | ---------- | ----------------- |
| 1   | Barisal      | 1993          | Barisal    |                   |
| 2   | Chittagong   | 1829          | Chittagong |                   |
| 3   | Dhaka        | 1829          | Dhaka      | thủ phủ là thủ đô |
| 4   | Khulna       | 1960          | Khulna     |                   |
| 5   | Mymensingh   | 2015          | Mymensingh |                   |
| 6   | Rajshahi     | 1829          | Rajshahi   |                   |
| 7   | Rangpur      | 2010          | Rangpur    |                   |
| 8   | Sylhet       | 1995          | Sylhet     |                   |

### Danh sách đơn vị hành chính cấp tỉnh của Bhutan
Tại Bhutan, có 4 phân khu nhưng không được công nhận chính thức. Bhutan phân thành 20 quận (dzongkhag). Dưới quận được phân thành các làng 
| STT | Tên quận         | Năm thành lập | Thủ phủ       | Chú thích         |
| --- | ---------------- | ------------- | ------------- | ----------------- |
| 1   | Bumthang         |               |               |                   |
| 2   | Chukha           |               | Phuentsholing |                   |
| 3   | Dagana           |               |               |                   |
| 4   | Gasa             |               | Gasa Dzong    |                   |
| 5   | Haa              |               |               |                   |
| 6   | Lhuntse          |               |               |                   |
| 7   | Mongar           |               |               |                   |
| 8   | Paro             |               |               |                   |
| 9   | Pemagatshel      |               |               |                   |
| 10  | Punakha          |               |               |                   |
| 11  | Samdrup Jongkhar |               |               |                   |
| 12  | Samtse           |               | Samtse        |                   |
| 13  | Sarpang          |               |               |                   |
| 14  | Thimphu          |               | Thimphu       | thủ phủ là thủ đô |
| 15  | Trashigang       |               |               |                   |
| 16  | Trashiyangtse    |               |               |                   |
| 17  | Trongsa          |               |               |                   |
| 18  | Tsirang          |               |               |                   |
| 19  | Wangdue Phodrang |               |               |                   |
| 20  | Zhemgang         |               |               |                   |

### Danh sách đơn vị hành chính cấp tỉnh của Brunei
Tại Brunei, có 4 quận (daerah). Dưới quận được phân thành các phó quận (mukim)
| STT | Tên quận     | Năm thành lập | Thủ phủ             | Chú thích         |
| --- | ------------ | ------------- | ------------------- | ----------------- |
| 1   | Belait       |               | Kuala Belait        |                   |
| 2   | Brunei-Muara |               | Bandar Seri Begawan | thủ phủ là thủ đô |
| 3   | Temburong    |               | Pekan Bangar        |                   |
| 4   | Tutong       |               | Pekan Tutong        |                   |

### Danh sách đơn vị hành chính cấp tỉnh của Campuchia
Tại Campuchia, có 24 tỉnh (khaet) và 1 đơn vị hành chính đặc biệt là thủ đô Phnom Penh. Các tỉnh được phân thành các quận (khan) và huyện (srok)
| STT | Tên tỉnh         | Năm thành lập | Tỉnh lị                   | Chú thích                          |
| --- | ---------------- | ------------- | ------------------------- | ---------------------------------- |
| 1   | Banteay Meanchey | 1993          | Sisophon (Serei Saophoan) |                                    |
| 2   | Battambang       | 1907          | Battambang                |                                    |
| 3   | Kampong Cham     | 1907          | Kampong Cham              | tiếng Việt: Công-pông Chàm         |
| 4   | Kampong Chhnang  | 1907          | Kampong Chhnang           | tiếng Việt: Công-pông Chơ-năng     |
| 5   | Kampong Speu     | 1907          | Chbar Mon                 |                                    |
| 6   | Kampong Thom     | 1907          | Stueng Saen               | tiếng Việt: Công-pông Thơm         |
| 7   | Kampot           | 1907          | Kampot                    | tiếng Việt: Cam Pốt, Cần Bột       |
| 8   | Kandal           |               | Ta Khmau                  |                                    |
| 9   | Kep              | 2008          | Kep                       |                                    |
| 10  | Koh Kong         | 1959          | Khemarak Phoumin          |                                    |
| 11  | Kratié           | 1907          | Kratié                    |                                    |
| 12  | Mondulkiri       | 1959          | Senmonorom                |                                    |
| 13  | Oddar Meanchey   | 1966          | Samraong                  |                                    |
| 14  | Pailin           | 2008          | Pailin                    |                                    |
| 15  | Phnom Penh       | 1865          |                           | thủ đô                             |
| 16  | Preah Sihanouk   | 2008          | Sihanoukville             |                                    |
| 17  | Preah Vihear     | 1959          | Tbeng Meanchey            |                                    |
| 18  | Prey Veng        | 1907          | Prey Veng                 |                                    |
| 19  | Pursat           | 1907          | Pursat                    |                                    |
| 20  | Ratanakiri       | 1959          | Banlung                   |                                    |
| 21  | Siem Reap        | 1907          | Siem Reap                 | tiếng Việt: Xiêm Riệp              |
| 22  | Stung Treng      | 1907          | Stung Treng               |                                    |
| 23  | Svay Rieng       | 1907          | Svay Rieng                | tiếng Việt: Xvây Riêng, Xoài Riêng |
| 24  | Takéo            | 1907          | Doun Kaev                 | tiếng Việt: Tà Kéo                 |
| 25  | Tboung Khmom     | 2014          | Suong                     |                                    |

### Danh sách đơn vị hành chính cấp tỉnh của Cộng hòa Nhân dân Trung Hoa
Tại Trung Quốc, phân chia hành chính khá phức tạp. Trung Quốc phân chia hành chính thành 23 tỉnh (thực tế là 22 tỉnh vì Đài Loan có chính quyền riêng và đang tranh chấp chủ quyền với chính quyền CHND Trung Hoa), 4 thành phố trực thuộc trung ương (trực hạt thị), 5 khu tự trị và 2 đặc khu hành chính đặc biệt. Dưới cấp tỉnh là cấp phó tỉnh, sau đó là cấp huyện và cấp hương 
| STT | Tên đơn vị hành chính         | Năm thành lập | Tỉnh lị/Thủ phủ                | Chú thích                                                  |
| --- | ----------------------------- | ------------- | ------------------------------ | ---------------------------------------------------------- |
| 1   | Anhui (An Huy)                | 1952          | Hợp Phì (Hefei)                | tỉnh                                                       |
| 2   | Beijing (Bắc Kinh)            | 1949          |                                | thủ đô, thành phố trực thuộc trung ương                    |
| 3   | Chongqing (Trùng Khánh)       | 1997          |                                | thành phố trực thuộc trung ương                            |
| 4   | Fujian (Phúc Kiến)            | 1949          | Phúc Châu (Fuzhou)             | tỉnh                                                       |
| 5   | Gansu (Cam Túc)               | 1949          | Lan Châu (Lanzhou)             | tỉnh                                                       |
| 6   | Guangdong (Quảng Đông)        | 1949          | Quảng Châu (Guangzhou)         | tỉnh                                                       |
| 7   | Guangxi Zhuang (Quảng Tây)    | 1958          | Nam Ninh (Nanning)             | khu tự trị                                                 |
| 8   | Giuzhou (Quý Châu)            | 1949          | Quý Dương (Guiyang)            | tỉnh                                                       |
| 9   | Hainan (Hải Nam)              | 1988          | Hải Khẩu (Haikhou)             | tỉnh                                                       |
| 10  | Hebei (Hà Bắc)                | 1949          | Thạch Gia Trang (Shijiazhuang) | tỉnh                                                       |
| 11  | Heilongjiang (Hắc Long Giang) | 1954          | Cáp Nhĩ Tân (Harbin)           | tỉnh                                                       |
| 12  | Henan (Hà Nam)                | 1949          | Trịnh Châu (Zhengzhou)         | tỉnh                                                       |
| 13  | Hong Kong (Hồng Kông)         | 1997          |                                | đặc khu hành chính đặc biệt                                |
| 14  | Hubei (Hồ Bắc)                | 1949          | Vũ Hán (Wuhan)                 | tỉnh                                                       |
| 15  | Hunan (Hồ Nam)                | 1949          | Trường Sa (Changsha)           | tỉnh                                                       |
| 16  | Inner Mongolia (Nội Mông)     | 1949          | Hohhot                         | khu tự trị                                                 |
| 17  | Jiangsu (Giang Tô)            | 1953          | Nam Kinh (Nanjing)             | tỉnh                                                       |
| 18  | Jiangxi (Giang Tây)           | 1949          | Nam Xương (Nanchang)           | tỉnh                                                       |
| 19  | Jilin (Cát Lâm)               | 1949          | Trường Xuân (Changchun)        | tỉnh                                                       |
| 20  | Liaoning (Liêu Ninh)          | 1954          | Thẩm Dương (Shenyang)          | tỉnh                                                       |
| 21  | Macau (Ma Cao)                | 1999          |                                | đặc khu hành chính đặc biệt                                |
| 22  | Ningxia Hui (Ninh Hạ)         | 1979          | Ngân Xuyên (Yinchuan)          | khu tự trị                                                 |
| 23  | Qinghai (Thanh Hải)           | 1949          | Tây Ninh (Xining)              | tỉnh                                                       |
| 24  | Shaanxi (Thiểm Tây)           | 1949          | Tây An (Xi'an)                 | tỉnh                                                       |
| 25  | Shandong (Sơn Đông)           | 1949          | Tế Nam (Jinan)                 | tỉnh                                                       |
| 26  | Shanghai (Thượng Hải)         | 1949          |                                | thành phố trực thuộc trung ương                            |
| 27  | Shanxi (Sơn Tây)              | 1949          | Thái Nguyên (Taiyuan)          | tỉnh                                                       |
| 28  | Sichuan (Tứ Xuyên)            | 1952          | Thành Đô (Chengdu)             | tỉnh                                                       |
| 29  | Taiwan (Đài Loan)             | 1949          | Đài Bắc (Taipei)               | tỉnh, có sự tranh chấp chính trị, Trung Quốc không quản lí |
| 30  | Tianjin (Thiên Tân)           | 1949          |                                | thành phố trực thuộc trung ương                            |
| 31  | Tibet (Tây Tạng)              | 1951          | Lhasa                          | khu tự trị                                                 |
| 32  | Xinjiang Uyghur (Tân Cương)   | 1955          | Ürümqi                         | khu tự trị                                                 |
| 33  | Yunnan (Vân Nam)              | 1949          | Côn Minh (Kunming)             | tỉnh                                                       |
| 34  | Zhejiang (Chiết Giang)        | 1949          | Hàng Châu (Hangzhou)           | tỉnh                                                       |

### Danh sách đơn vị hành chính cấp tỉnh của Cộng hòa Síp
Tại Síp, có 6 quận 
| STT | Tên quận  | Năm thành lập | Thủ phủ   | Chú thích         |
| --- | --------- | ------------- | --------- | ----------------- |
| 1   | Famagusta | 1974          | Famagusta |                   |
| 2   | Kyrenia   |               | Kyrenia   |                   |
| 3   | Larnaca   | 1974          | Larnaca   |                   |
| 4   | Limassol  |               | Limassol  |                   |
| 5   | Nicosia   |               | Nicosia   | thủ phủ là thủ đô |
| 6   | Paphos    |               | Paphos    |                   |

### Danh sách đơn vị hành chính cấp tỉnh của Gruzia
Tại Gruzia, phân cấp hành chính gồm 12 vùng. Dưới các vùng được chia thành các quận, khu tự quản và thành phố tự quản 
| STT | Tên đơn vị hành chính           | Năm thành lập | Thủ phủ     | Chú thích       |
| --- | ------------------------------- | ------------- | ----------- | --------------- |
| 1   | Abkhazia                        | 1991          | Sukhumi     | cộng hòa tự trị |
| 2   | Adjara                          | 1991          | Batumi      | cộng hòa tự trị |
| 3   | Guria                           | 1995          | Ozurgeti    | vùng            |
| 4   | Imereti                         | 1995          | Kutaisi     | vùng            |
| 5   | Kakheti                         | 1995          | Telavi      | vùng            |
| 6   | Kvemo Kartli                    | 1995          | Rustavi     | vùng            |
| 7   | Mtskheta-Mtianeti               | 1995          | Mtskheta    | vùng            |
| 8   | Racha-Lechkhumi & Kvemo Svaneti | 1995          | Ambrolauri  | vùng            |
| 9   | Samegrelo-Zemo Svaneti          | 1995          | Zugdidi     | vùng            |
| 10  | Samtskhe-Javakheti              | 1995          | Akhaltsikhe | vùng            |
| 11  | Shida Kartli                    | 1995          | Gori        | vùng            |
| 12  | Tbilisi                         | 1991          |             | thủ đô          |

### Danh sách đơn vị hành chính cấp tỉnh của Ấn Độ
Tại Ấn Độ, cấp hành chính thứ nhất là bang và lãnh thổ liên bang. Hiện có 29 bang và 7 lãnh thổ liên bang. Dưới cấp này là cấp huyện 
| STT | Tên đơn vị hành chính                                   | Năm thành lập | Thủ phủ            | Chú thích                                                           |
| --- | ------------------------------------------------------- | ------------- | ------------------ | ------------------------------------------------------------------- |
| 1   | Andaman & Nicobar Islands (Quần đảo Andaman và Nicobar) | 1956          | Port Blair         | lãnh thổ liên bang                                                  |
| 2   | Andhra Pradesh                                          | 1956          | Amaravati          | bang                                                                |
| 3   | Arunachal Pradesh                                       | 1987          | Itanagar           | bang                                                                |
| 4   | Assam                                                   | 1947          | Dispur             | bang                                                                |
| 5   | Bihar                                                   | 1912          | Patna              | bang                                                                |
| 6   | Chandigarh                                              | 1966          | Chandigarh         | lãnh thổ liên bang                                                  |
| 7   | Chhattisgarh                                            | 2000          | Raipur             | bang                                                                |
| 8   | Dadra & Nagar Haveli                                    | 1961          | Silvassa           | lãnh thổ liên bang                                                  |
| 9   | Daman & Diu                                             | 1987          | Daman              | lãnh thổ liên bang                                                  |
| 10  | Delhi                                                   | 1992          | New Delhi          | lãnh thổ liên bang, còn gọi là lãnh thổ thủ đô vì thủ phủ là thủ đô |
| 11  | Goa                                                     | 1987          | Panaji             | bang                                                                |
| 12  | Gujarat                                                 | 1960          | Gandhinagar        | bang                                                                |
| 13  | Haryana                                                 | 1966          | Chandigarh         | bang; dùng chung thủ phủ với lãnh thổ liên bang                     |
| 14  | Himachal Pradesh                                        | 1971          | Shimla             | bang                                                                |
| 15  | Jammu & Kashmir                                         | 1947          | Srinagar, Jammu    | bang; có 2 thủ phủ tương ứng theo mùa hè và mùa đông                |
| 16  | Jharkhand                                               | 2000          | Ranchi             | bang                                                                |
| 17  | Karnataka                                               | 1956          | Bangalore          | bang                                                                |
| 18  | Kerala                                                  | 1956          | Thiruvananthapuram | bang                                                                |
| 19  | Lakshadweep                                             | 1956          | Kavaratti          | lãnh thổ liên bang                                                  |
| 20  | Madhya Pradesh                                          | 1956          | Bhopal             | bang                                                                |
| 21  | Maharashtra                                             | 1960          | Mumbai             | bang                                                                |
| 22  | Manipur                                                 | 1972          | Imphal             | bang                                                                |
| 23  | Meghalaya                                               | 1972          | Shillong           | bang                                                                |
| 24  | Mizoram                                                 | 1987          | Aizawl             | bang                                                                |
| 25  | Nagaland                                                | 1963          | Kohima             | bang                                                                |
| 26  | Odisha                                                  | 1936          | Bhubaneswar        | bang                                                                |
| 27  | Pondicherry                                             | 1962          | Pondicherry        | lãnh thổ liên bang                                                  |
| 28  | Punjab                                                  | 1966          | Chandigarh         | bang; dùng chung thủ phủ với lãnh thổ liên bang                     |
| 29  | Rajasthan                                               | 1956          | Jaipur             | bang                                                                |
| 30  | Sikkim                                                  | 1975          | Gangtok            | bang                                                                |
| 31  | Tamil Nadu                                              | 1950          | Chennai            | bang                                                                |
| 32  | Telangana                                               | 2014          | Hyderabad          | bang                                                                |
| 33  | Tripura                                                 | 1972          | Agartala           | bang                                                                |
| 34  | Uttar Pradesh                                           | 1950          | Lucknow            | bang                                                                |
| 35  | Uttarakhand                                             | 2000          | Dehradun           | bang                                                                |
| 36  | West Bengal (Tây Bengal)                                | 1956          | Kolkata            | bang                                                                |

### Danh sách đơn vị hành chính cấp tỉnh của Indonesia
Tại Indonesia, đơn vị hành chính cao nhất là cấp tỉnh. Indonesia chia thành 34 tỉnh (provinsi), trong đó có một số tỉnh đặc biệt. Dưới cấp tỉnh là cấp huyện và thành phố 
| STT | Tên tỉnh                                | Năm thành lập | Tỉnh lị        | Chú thích           |
| --- | --------------------------------------- | ------------- | -------------- | ------------------- |
| 1   | Aceh                                    | 1956          | Banda Aceh     |                     |
| 2   | Bali                                    |               | Denpasar       |                     |
| 3   | Bangka-Belitung                         | 2000          | Pangkal Pinang |                     |
| 4   | Banten                                  | 2000          | Serang         |                     |
| 5   | Bengkulu                                | 1968          | Bengkulu       |                     |
| 6   | Central Java (Trung Java)               | 1950          | Semarang       |                     |
| 7   | Central Kalimantan (Trung Kalimantan)   | 1957          | Palangkaraya   |                     |
| 8   | Central Sulawesi (Trung Sulawesi)       |               | Palu           |                     |
| 9   | East Java (Đông Java)                   | 1950          | Surabaya       |                     |
| 10  | East Kalimantan (Đông Kalimantan)       | 1956          | Samarinda      |                     |
| 11  | East Nusa Tenggara (Đông Nusa Tenggara) | 1958          | Kupang         |                     |
| 12  | Gorontalo                               |               | Gorontalo      |                     |
| 13  | Jakarta                                 | 1942          |                | vùng đặc khu thủ đô |
| 14  | Jambi                                   | 1957          | Jambi          |                     |
| 15  | Lampung                                 | 1964          | Bandar Lampung |                     |
| 16  | Maluku                                  | 1950          | Ambon          |                     |
| 17  | North Kalimantan (Bắc Kalimantan)       | 2012          | Tanjung Selor  |                     |
| 18  | North Maluku (Bắc Maluku)               | 1999          | Sofifi         |                     |
| 19  | North Sulawesi (Bắc Sulawesi)           | 1959          | Manado         |                     |
| 20  | North Sumatra (Bắc Sumatra)             | 1948          | Medan          |                     |
| 21  | Papua                                   | 2000          | Jayapura       | vùng đặc khu        |
| 22  | Riau                                    | 1957          | Pekanbaru      |                     |
| 23  | Riau Islands (Quần đảo Riau)            | 2002          | Tanjung Pinang |                     |
| 24  | Southeast Sulawesi (Đông Nam Sulawesi)  |               | Kendari        |                     |
| 25  | South Kalimantan (Nam Kalimantan)       | 1950          | Banjarmasin    |                     |
| 26  | South Sulawesi (Nam Sulawesi)           | 1964          | Makassar       |                     |
| 27  | South Sumatra (Nam Sumatra)             | 1950          | Palembang      |                     |
| 28  | West Java (Tây Java)                    | 1950          | Bandung        |                     |
| 29  | West Kalimantan (Tây Kalimantan)        | 1957          | Pontianak      |                     |
| 30  | West Nusa Tenggara (Tây Nusa Tenggara)  | 1958          | Mataram        |                     |
| 31  | West Papua (Tây Papua)                  | 2003          | Manokwari      | vùng đặc khu        |
| 32  | West Sulawesi (Tây Sulawesi)            |               | Mamuju         |                     |
| 33  | West Sumatra (Tây Sumatra)              | 1957          | Padang         |                     |
| 34  | Yogyakarta                              | 1950          | Yogyakarta     | vùng đặc khu        |

### Danh sách đơn vị hành chính cấp tỉnh của Iran
Tại Iran, đơn vị hành chính cao nhất là cấp tỉnh. Iran chia thành 31 tỉnh (ostān). Dưới cấp tỉnh là cấp huyện và thành phố 
| STT | Tên tỉnh                          | Năm thành lập | Tỉnh lị      | Chú thích         |
| --- | --------------------------------- | ------------- | ------------ | ----------------- |
| 1   | Alborz                            | 2010          | Karaj        |                   |
| 2   | Ardabil                           | 1993          | Ardabil      |                   |
| 3   | Bushehr                           |               | Bushehr      |                   |
| 4   | Chahar Mahaal & Bakhtiari         | 1973          | Shahrekord   |                   |
| 5   | East Azerbaijan (Đông Azerbaijan) |               | Tabriz       |                   |
| 6   | Fars                              |               | Shiraz       |                   |
| 7   | Gilan                             |               | Rasht        |                   |
| 8   | Golestan                          |               | Gorgan       |                   |
| 9   | Hamadan                           |               | Hamadan      |                   |
| 10  | Hormozgan                         |               | Bandar Abbas |                   |
| 11  | Ilam                              |               | Ilam         |                   |
| 12  | Isfahan                           |               | Isfahan      |                   |
| 13  | Kerman                            |               | Kerman       |                   |
| 14  | Kermanshah                        |               | Kermanshah   |                   |
| 15  | Khuzestan                         |               | Ahvaz        |                   |
| 16  | Kohgiluyeh & Boyer-Ahmad          |               | Yasuj        |                   |
| 17  | Kurdistan                         |               | Sanandaj     |                   |
| 18  | Lorestan                          |               | Khorramabad  |                   |
| 19  | Markazi                           |               | Arak         |                   |
| 20  | Mazandaran                        |               | Sari         |                   |
| 21  | North Khorasan (Bắc Khorasan)     | 2004          | Bojnourd     |                   |
| 22  | Qazvin                            |               | Qazvin       |                   |
| 23  | Qom                               | 1995          | Qom          |                   |
| 24  | Razavi Khorasan                   | 2004          | Mashhad      |                   |
| 25  | Semnan                            |               | Semnan       |                   |
| 26  | Sistan & Baluchistan              |               | Zahedan      |                   |
| 27  | South Khorasan (Nam Khorasan)     | 2004          | Birjand      |                   |
| 28  | Tehran                            | 1986          | Tehran       | tỉnh lị là thủ đô |
| 29  | West Azerbaijan (Tây Azerbaijan)  |               | Urmia        |                   |
| 30  | Yazd                              |               | Yazd         |                   |
| 31  | Zanjan                            |               | Zanjan       |                   |

### Danh sách đơn vị hành chính cấp tỉnh của Iraq
Tại Iraq, đơn vị hành chính địa phương cấp cao nhất là tỉnh (muhafadhah). Có 19 tỉnh 
| STT | Tên tỉnh      | Năm thành lập | Tỉnh lị      | Chú thích         |
| --- | ------------- | ------------- | ------------ | ----------------- |
| 1   | Al Anbar      |               | Ramadi       |                   |
| 2   | Al Qadisiyyah | 1976          | Al Diwaniyah |                   |
| 3   | Babil         |               | Hillah       |                   |
| 4   | Baghdad       |               | Baghdad      | tỉnh lị là thủ đô |
| 5   | Basra         |               | Basra        |                   |
| 6   | Dhi Qar       |               | Nasiriyah    |                   |
| 7   | Diyala        |               | Baqubah      |                   |
| 8   | Dohuk         |               | Dohuk        |                   |
| 9   | Erbil         |               | Erbil        |                   |
| 10  | Halabja       |               | Halabja      |                   |
| 11  | Karbala       |               | Karbala      |                   |
| 12  | Kirkuk        |               | Kirkuk       |                   |
| 13  | Maysan        |               | Amarah       |                   |
| 14  | Muthanna      |               | Samawah      |                   |
| 15  | Najaf         |               | Najaf        |                   |
| 16  | Nineveh       |               | Mosul        |                   |
| 17  | Saladin       |               | Tikrit       |                   |
| 18  | Sulaymaniyah  |               | Sulaymaniyah |                   |
| 19  | Wasit         |               | Kut          |                   |

### Danh sách đơn vị hành chính cấp tỉnh của Israel
Tại Iraq, đơn vị hành chính địa phương cấp cao nhất là quận (mahoz). Có 6 quận và 1 vùng đặc biệt 
| STT | Tên quận        | Năm thành lập | Thủ phủ   | Chú thích                            |
| --- | --------------- | ------------- | --------- | ------------------------------------ |
| 1   | Center (Trung)  |               | Ramla     |                                      |
| 2   | Haifa           |               | Haifa     |                                      |
| 3   | Jerusalem       |               | Jerusalem | thủ phủ là thủ đô                    |
| 4   | Judea & Samaria |               | Ariel     | vùng đặc biệt, đang có sự tranh chấp |
| 5   | North (Bắc)     |               | Nazareth  |                                      |
| 6   | South (Nam)     |               | Beersheba |                                      |
| 7   | Tel Aviv        |               | Tel Aviv  |                                      |

### Danh sách đơn vị hành chính cấp tỉnh của Nhật Bản
Tại Nhật Bản, phân cấp hành chính được chia thànhhh 47 tỉnh bao gồm 1 đô (to), 1 đạo (do), 2 phủ (fu) và 43 huyện (ken). Dưới cấp tỉnh là cấp phó tỉnh, cấp hạt và cấp phó hạt 
| STT | Tên tỉnh  | Năm thành lập | Tỉnh lị    | Chú thích |
| --- | --------- | ------------- | ---------- | --------- |
| 1   | Aichi     | 1872          | Nagoya     | huyện     |
| 2   | Akita     | 1871          | Akita      | huyện     |
| 3   | Aomori    | 1871          | Aomori     | huyện     |
| 4   | Chiba     | 1873          | Chiba      | huyện     |
| 5   | Ehime     | 1873          | Matsuyama  | huyện     |
| 6   | Fukui     | 1881          | Fukui      | huyện     |
| 7   | Fukuoka   | 1876          | Fukuoka    | huyện     |
| 8   | Fukushima | 1876          | Fukushima  | huyện     |
| 9   | Gifu      | 1872          | Gifu       | huyện     |
| 10  | Gunma     | 1876          | Maebashi   | huyện     |
| 11  | Hiroshima | 1876          | Hiroshima  | huyện     |
| 12  | Hokkaido  | 1869          | Sapporo    | đạo       |
| 13  | Hyogo     | 1876          | Kobe       | huyện     |
| 14  | Ibaraki   | 1871          | Mito       | huyện     |
| 15  | Ishikawa  | 1872          | Kanazawa   | huyện     |
| 16  | Iwate     | 1872          | Morioka    | huyện     |
| 17  | Kagawa    | 1888          | Takamatsu  | huyện     |
| 18  | Kagoshima | 1871          | Kagoshima  | huyện     |
| 19  | Kanagawa  | 1868          | Yokohama   | huyện     |
| 20  | Kochi     | 1871          | Kochi      | huyện     |
| 21  | Kumamoto  | 1876          | Kumamoto   | huyện     |
| 22  | Kyoto     | 1868          | Kyoto      | phủ       |
| 23  | Mie       | 1876          | Tsu        | huyện     |
| 24  | Miyagi    | 1872          | Sendai     | huyện     |
| 25  | Miyazaki  | 1883          | Miyazaki   | huyện     |
| 26  | Nagano    | 1871          | Nagano     | huyện     |
| 27  | Nagasaki  | 1871          | Nagasaki   | huyện     |
| 28  | Nara      | 1887          | Nara       | huyện     |
| 29  | Niigata   | 1871          | Niigata    | huyện     |
| 30  | Oita      | 1871          | Oita       | huyện     |
| 31  | Okayama   | 1876          | Okayama    | huyện     |
| 32  | Okinawa   | 1879          | Naha       | huyện     |
| 33  | Osaka     | 1868          | Osaka      | phủ       |
| 34  | Saga      | 1883          | Saga       | huyện     |
| 35  | Saitama   | 1871          | Saitama    | huyện     |
| 36  | Shiga     | 1872          | Otsu       | huyện     |
| 37  | Shimane   | 1881          | Matsue     | huyện     |
| 38  | Shizuoka  | 1876          | Shizuoka   | huyện     |
| 39  | Tochigi   | 1873          | Utsunomiya | huyện     |
| 40  | Tokushima | 1880          | Tokushima  | huyện     |
| 41  | Tokyo     | 1898          |            | đô        |
| 42  | Tottori   | 1881          | Tottori    | huyện     |
| 43  | Toyama    | 1883          | Toyama     | huyện     |
| 44  | Wakayama  | 1872          | Wakayama   | huyện     |
| 45  | Yamagata  | 1876          | Yamagata   | huyện     |
| 46  | Yamaguchi | 1871          | Yamaguchi  | huyện     |
| 47  | Yamanashi | 1871          | Kofu       | huyện     |

### Danh sách đơn vị hành chính cấp tỉnh của Jordan
Tại Jordan, có 12 tỉnh (muhafazah). Dưới tỉnh là quận 
| STT | Tên tỉnh | Năm thành lập | Tỉnh lị  | Chú thích         |
| --- | -------- | ------------- | -------- | ----------------- |
| 1   | Ajloun   |               | Ajloun   |                   |
| 2   | Amman    |               | Amman    | tỉnh lị là thủ đô |
| 3   | Aqaba    |               | Aqaba    |                   |
| 4   | Balqa    |               | Al Salt  |                   |
| 5   | Irbid    |               | Irbid    |                   |
| 6   | Jerash   |               | Jerash   |                   |
| 7   | Karak    |               | Al Karak |                   |
| 8   | Madaba   |               | Madaba   |                   |
| 9   | Mafraq   |               | Mafraq   |                   |
| 10  | Ma'an    |               | Ma'an    |                   |
| 11  | Tafila   |               | Tafila   |                   |
| 12  | Zarqa    |               | Zarqa    |                   |

### Danh sách đơn vị hành chính cấp tỉnh của Kazakhstan
Tại Kazakhstan, có 14 tỉnh (oblystar) và 4 thành phố trực thuộc trung ương 
| STT | Tên tỉnh                          | Năm thành lập | Tỉnh lị     | Chú thích                       |
| --- | --------------------------------- | ------------- | ----------- | ------------------------------- |
| 1   | Akmola                            |               | Kokshetau   |                                 |
| 2   | Aktobe                            |               | Aktobe      |                                 |
| 3   | Almaty                            |               |             | thành phố trực thuộc trung ương |
| 4   | Almaty                            |               | Taldykorgan |                                 |
| 5   | Astana                            |               |             | thành phố trực thuộc trung ương |
| 6   | Atyrau                            |               | Atyrau      |                                 |
| 7   | Baikonur                          |               |             | thành phố trực thuộc trung ương |
| 8   | East Kazakhstan (Đông Kazakhstan) |               | Oskemen     |                                 |
| 9   | Jambyl                            |               | Taraz       |                                 |
| 10  | Karaganda                         |               | Karaganda   |                                 |
| 11  | Kostanay                          |               | Kostanay    |                                 |
| 12  | Kyzylorda                         |               | Kyzylorda   |                                 |
| 13  | Mangystau                         |               | Aktau       |                                 |
| 14  | North Kazakhstan (Bắc Kazakhstan) |               | Petropavl   |                                 |
| 15  | Pavlodar                          |               | Pavlodar    |                                 |
| 16  | Shymkent                          | 2018          |             | thành phố trực thuộc trung ương |
| 17  | Turkistan                         | 2018          | Turkistan   |                                 |
| 18  | West Kazakhstan (Tây Kazakhstan)  |               | Oral        |                                 |

### Danh sách đơn vị hành chính cấp tỉnh của Kuwait
Tại Kuwait, có 6 tỉnh (governorate)
| STT | Tên tỉnh          | Năm thành lập | Tỉnh lị           | Chú thích         |
| --- | ----------------- | ------------- | ----------------- | ----------------- |
| 1   | Ahmadi            |               | Ahmadi            |                   |
| 2   | Al Asimah         |               | Kuwait            | tỉnh lị là thủ đô |
| 3   | Farwaniya         |               | Al Farwaniyah     |                   |
| 4   | Hawalli           |               | Hawalli           |                   |
| 5   | Jahra             |               | Jahra             |                   |
| 6   | Mubarak Al-Kabeer | 2000          | Mubarak Al-Kabeer |                   |

### Danh sách đơn vị hành chính cấp tỉnh của Kyrgyzstan
Tại Kyrgyzstan, phân chia hành chính cấp cao nhất là vùng (oblast). Có 7 vùng và 2 thành phố trực thuộc trung ương. 
| STT | Tên vùng   | Năm thành lập | Thủ phủ    | Chú thích                                              |
| --- | ---------- | ------------- | ---------- | ------------------------------------------------------ |
| 1   | Bishkek    |               |            | thủ đô, thành phố trực thuộc trung ương                |
| 2   | Batken     | 1999          | Batken     |                                                        |
| 3   | Chuy       |               | Bishkek    | dùng chung thủ phủ với thủ đô                          |
| 4   | Issyk-Kul  |               | Karakol    |                                                        |
| 5   | Jalal-Abad |               | Jalal-Abad |                                                        |
| 6   | Naryn      |               | Naryn      |                                                        |
| 7   | Osh        |               | Osh        | dùng chung thủ phủ với thành phố trực thuộc trung ương |
| 8   | Osh        |               |            | thành phố trực thuộc trung ương                        |
| 9   | Talas      |               | Talas      |                                                        |

### Danh sách đơn vị hành chính cấp tỉnh của Lào
Tại Lào, phân cấp hành chính địa phương có 3 cấp. Cấp lớn nhất là cấp tỉnh (khoueng). Dưới cấp tỉnh là cấp huyện (muang) và bản (ban). Có 17 tỉnh và 1 thành phố trực thuộc trung ương 
| STT | Tên tỉnh               | Năm thành lập | Tỉnh lị                 | Chú thích                               |
| --- | ---------------------- | ------------- | ----------------------- | --------------------------------------- |
| 1   | Attapeu                |               | Attapeu                 |                                         |
| 2   | Bokeo                  |               | Ban Houayxay            | tiếng Việt: Bò Kẹo                      |
| 3   | Bolikhamsai            | 1986          | Paksan                  |                                         |
| 4   | Champasak              |               | Pakse (Pắc Xế)          | tiếng Việt: Chăm Pa Sắc                 |
| 5   | Hua Phan               |               | Xam Neua (Sầm Nưa)      | tiếng Việt: Hủa Phăn                    |
| 6   | Khammuane              |               | Thakhek (Thà Khẹt)      |                                         |
| 7   | Luang Namtha           |               | Luang Namtha            |                                         |
| 8   | Luang Prabang          |               | Luang Prabang           | tiếng Việt: Luông Pha Băng              |
| 9   | Oudomxay               | 1976          | Muang Xay               |                                         |
| 10  | Phongsali              |               | Phongsaly               |                                         |
| 11  | Salavan                |               | Salavan                 |                                         |
| 12  | Savannakhet            |               | Kaysone Phomvihane      | tiếng Việt: Xa Van Na Khẹt              |
| 13  | Sayabouly              |               | Sayabouly               |                                         |
| 14  | Sekong                 | 1983          | Sekong                  | tiếng Việt: Xê Kông                     |
| 15  | Vientiane (Viêng Chăn) | 1989          |                         | thủ đô, thành phố trực thuộc trung ương |
| 16  | Vientiane (Viêng Chăn) |               | Phonhong                |                                         |
| 17  | Xaisomboun             | 2013          | Anouvong                |                                         |
| 18  | Xieng Khouang          |               | Phonsavan (Phôn Xa Vẳn) | tiếng Việt: Xiêng Khoảng                |

### Danh sách đơn vị hành chính cấp tỉnh của Liban
Tại Li-băng, có 8 tỉnh (muhafazah). Dưới tỉnh là các quận 
| STT | Tên tỉnh                    | Năm thành lập | Tỉnh lị  | Chú thích         |
| --- | --------------------------- | ------------- | -------- | ----------------- |
| 1   | Akkar                       | 2014          | Halba    |                   |
| 2   | Baalbek-Hermel              | 2014          | Baalbek  |                   |
| 3   | Beirut                      |               | Beirut   | tỉnh lị là thủ đô |
| 4   | Beqaa                       |               | Zahleh   |                   |
| 5   | Mount Lebanon (Núi Li-băng) |               | Baabda   |                   |
| 6   | Nabatieh                    |               | Nabatieh |                   |
| 7   | North (Bắc)                 |               | Tripoli  |                   |
| 8   | South (Nam)                 |               | Sidon    |                   |

### Danh sách đơn vị hành chính cấp tỉnh của Malaysia
Tại Malaysia, phân chia hành chính cấp cao nhất là bang và lãnh thổ liên bang. Có 13 bang (negeri) và 3 lãnh thổ liên bang (wilayah persekutuan)
| STT | Tên đơn vị hành chính | Năm thành lập | Thủ phủ          | Chú thích                             |
| --- | --------------------- | ------------- | ---------------- | ------------------------------------- |
| 1   | Johor                 | 1957          | Johor Bahru      | bang                                  |
| 2   | Kedah                 | 1957          | Alor Setar       | bang                                  |
| 3   | Kelantan              | 1957          | Kota Bharu       | bang                                  |
| 4   | Kuala Lumpur          | 1974          |                  | lãnh thổ liên bang, thủ đô lập pháp   |
| 5   | Labuan                | 1963          | Victoria         | lãnh thổ liên bang                    |
| 6   | Malacca               | 1957          | Malacca          | bang                                  |
| 7   | Negeri Sembilan       | 1957          | Seremban         | bang                                  |
| 8   | Pahang                | 1957          | Kuantan          | bang                                  |
| 9   | Penang                | 1957          | George Town      | bang                                  |
| 10  | Perak                 | 1957          | Ipoh             | bang                                  |
| 11  | Perlis                | 1957          | Kangar           | bang                                  |
| 12  | Putrajaya             | 2001          |                  | lãnh thổ liên bang, thủ đô hành chính |
| 13  | Sabah                 | 1963          | Kota Kinabalu    | bang                                  |
| 14  | Sarawak               | 1963          | Kuching          | bang                                  |
| 15  | Selangor              | 1957          | Shah Alam        | bang                                  |
| 16  | Terengganu            | 1957          | Kuala Terengganu | bang                                  |

### Danh sách đơn vị hành chính cấp tỉnh của Maldives
Tại Maldives, đơn vị hành chính cấp một là rạn san hô vòng và thành phố trực thuộc trung ương 
| STT | Tên đơn vị hành chính | Năm thành lập | Thủ phủ        | Chú thích                               |
| --- | --------------------- | ------------- | -------------- | --------------------------------------- |
| 1   | Addu                  |               |                | thủ đô, thành phố trực thuộc trung ương |
| 2   | Alif Alif             |               | Rasdhoo        | rạn san hô vòng                         |
| 3   | Alif Dhaal            |               | Mahibadhoo     | rạn san hô vòng                         |
| 4   | Baa                   |               | Eydhafushi     | rạn san hô vòng                         |
| 5   | Dhaalu                |               | Kudahuvadhoo   | rạn san hô vòng                         |
| 6   | Faafu                 |               | Nilandhoo      | rạn san hô vòng                         |
| 7   | Gaafu Alif            |               | Villingili     | rạn san hô vòng                         |
| 8   | Gaafu Dhaalu          |               | Thinadhoo      | rạn san hô vòng                         |
| 9   | Gnaviyani             |               | Fuvahmulah     | rạn san hô vòng                         |
| 10  | Haa Alif              |               | Didhdhoo       | rạn san hô vòng                         |
| 11  | Haa Dhaalu            |               | Kulhudhuffushi | rạn san hô vòng                         |
| 12  | Kaafu                 |               | Thulusdhoo     | rạn san hô vòng                         |
| 13  | Laamu                 |               | Fonadhoo       | rạn san hô vòng                         |
| 14  | Lhaviyani             |               | Naifaru        | rạn san hô vòng                         |
| 15  | Malé                  |               |                | thành phố trực thuộc trung ương         |
| 16  | Meemu                 |               | Muli           | rạn san hô vòng                         |
| 17  | Noonu                 |               | Manadhoo       | rạn san hô vòng                         |
| 18  | Raa                   |               | U'ngoofaaru    | rạn san hô vòng                         |
| 19  | Shaviyani             |               | Funadhoo       | rạn san hô vòng                         |
| 20  | Thaa                  |               | Veymandoo      | rạn san hô vòng                         |
| 21  | Vaavu                 |               | Felidhoo       | rạn san hô vòng                         |

### Danh sách đơn vị hành chính cấp tỉnh của Mông Cổ
Tại Mông Cổ, có 21 tỉnh (aimag). Dưới cấp tỉnh là cấp quận (sum)
| STT | Tên tỉnh     | Năm thành lập | Tỉnh lị      | Chú thích |
| --- | ------------ | ------------- | ------------ | --------- |
| 1   | Arkhangai    | 1931          | Tsetserleg   |           |
| 2   | Bayankhongor | 1941          | Bayankhongor |           |
| 3   | Bayan-Ölgii  | 1940          | Ölgii        |           |
| 4   | Bulgan       | 1938          | Bulgan       |           |
| 5   | Darkhan-Uul  | 1994          | Darkhan      |           |
| 6   | Dornod       | 1941          | Choibalsan   |           |
| 7   | Dornogovi    | 1931          | Sainshand    |           |
| 8   | Dundgovi     | 1942          | Mandalgovi   |           |
| 9   | Govisümber   | 1994          | Choir        |           |
| 10  | Govi-Altai   | 1940          | Altai        |           |
| 11  | Khentii      | 1930          | Öndörkhaan   |           |
| 12  | Khovd        | 1931          | Khovd        |           |
| 13  | Khövsgöl     | 1931          | Mörön        |           |
| 14  | Orkhon       | 1994          | Erdenet      |           |
| 15  | Ömnögovi     | 1931          | Dalanzadgad  |           |
| 16  | Övörkhangai  | 1931          | Arvaikheer   |           |
| 17  | Selenge      | 1934          | Sükhbaatar   |           |
| 18  | Sükhbaatar   | 1943          | Baruun-Urt   |           |
| 19  | Töv          | 1931          | Zuunmod      |           |
| 20  | Ulaanbaatar  | 1942          |              | thủ đô    |
| 21  | Uvs          | 1931          | Ulaangom     |           |
| 22  | Zavkhan      | 1931          | Uliastai     |           |

### Danh sách đơn vị hành chính cấp tỉnh của Myanmar
Tại Myanmar, phân cấp hành chính cấp 1 gồm lãnh thổ liên bang, vùng hành chính, bang, khu tự quản và vùng tự quản. Dưới đó là cấp huyện, cấp thị trấn, cấp phường, xã và cấp làng
| STT | Tên đơn vị hành chính | Năm thành lập | Thủ phủ     | Chú thích                             |
| --- | --------------------- | ------------- | ----------- | ------------------------------------- |
| 1   | Ayeyarwady            |               | Pathein     | vùng hành chính                       |
| 2   | Bago                  |               | Bago        | vùng hành chính                       |
| 3   | Chin                  |               | Hakha       | bang                                  |
| 4   | Danu                  |               | Pindaya     | khu tự quản                           |
| 5   | Kachin                |               | Myitkyina   | bang                                  |
| 6   | Kayah                 |               | Loikaw      | bang                                  |
| 7   | Kayin                 |               | Pa-an       | bang                                  |
| 8   | Kokang                |               | Laukkai     | khu tự quản                           |
| 9   | Magway                |               | Magwe       | vùng hành chính                       |
| 10  | Mandalay              |               | Mandalay    | vùng hành chính                       |
| 11  | Mon                   |               | Mawlamyaing | bang                                  |
| 12  | Naga                  |               | Lahe        | khu tự quản                           |
| 13  | Naypyidaw             |               | Naypyidaw   | lãnh thổ liên bang, thủ phủ là thủ đô |
| 14  | Pa Laung              |               | Namhsan     | khu tự quản                           |
| 15  | Pa O                  |               | Hopong      | khu tự quản                           |
| 16  | Rakhine               |               | Sittwe      | bang                                  |
| 17  | Sagaing               |               | Sagaing     | vùng hành chính                       |
| 18  | Shan                  |               | Taunggyi    | bang                                  |
| 19  | Tanintharyi           |               | Dawei       | vùng hành chính                       |
| 20  | Wa                    |               | Hopang      | vùng tự quản                          |
| 21  | Yangon                |               | Yangon      | vùng hành chính                       |

### Danh sách đơn vị hành chính cấp tỉnh của Nepal
Tại Nepal, có 7 tỉnh. Dưới cấp tỉnh là cấp huyện
| STT | Tên tỉnh            | Năm thành lập | Tỉnh lị       | Chú thích      |
| --- | ------------------- | ------------- | ------------- | -------------- |
| 1   | 1                   | 2015          | Biratnagar    |                |
| 2   | 2                   | 2015          | Janakpur      |                |
| 3   | 3                   | 2015          | Hetauda       | có chứa thủ đô |
| 4   | 5                   | 2015          | Butwal        |                |
| 5   | 7                   | 2015          | Dhangadhi     |                |
| 6   | Gandaki Pradesh (4) | 2015          | Pokhara       |                |
| 7   | Karnali Pradesh (6) | 2015          | Birendranagar |                |

### Danh sách đơn vị hành chính cấp tỉnh của CHDCND Triều Tiên
Tại CHDCND Triều Tiên, đơn vị hành chính địa phương cấp 1 gồm thành phố trực thuộc trung ương, đặc khu và tỉnh. Dưới cấp này là quận, huyện, thành phố trực thuộc tỉnh và thành phố đặc biệt.
| STT | Tên tỉnh                      | Năm thành lập | Tỉnh lị  | Chú thích                               |
| --- | ----------------------------- | ------------- | -------- | --------------------------------------- |
| 1   | Chagang                       |               | Kanggye  |                                         |
| 2   | Kaesong                       | 2002          |          | đặc khu                                 |
| 3   | Kangwon                       |               | Wonsan   |                                         |
| 4   | Kumgangsan                    | 2002          |          | đặc khu                                 |
| 5   | North Hamgyong (Hamgyong Bắc) |               | Chongjin |                                         |
| 6   | North Hwanghae (Hwanghae Bắc) | 1954          | Sariwon  |                                         |
| 7   | North Pyongan (Pyongan Bắc)   |               | Sinuiju  |                                         |
| 8   | Pyongyang (Bình Nhưỡng)       |               |          | thủ đô, thành phố trực thuộc trung ương |
| 9   | Rason                         |               |          | thành phố trực thuộc trung ương         |
| 10  | Ryanggang                     | 1954          | Hyesan   |                                         |
| 11  | Sinuiju                       | 2002          |          | đặc khu                                 |
| 12  | South Hamgyong (Hamgyong Nam) |               | Hamhung  |                                         |
| 13  | South Hwanghae (Hwanghae Nam) | 1954          | Haeju    |                                         |
| 14  | South Pyongan (Pyongan Nam)   |               | Pyongsng |                                         |

### Danh sách đơn vị hành chính cấp tỉnh của Oman
Tại Oman, có 11 tỉnh (muhafazah). Dưới cấp tỉnh là cấp quận
| STT | Tên tỉnh                                | Năm thành lập | Tỉnh lị    | Chú thích         |
| --- | --------------------------------------- | ------------- | ---------- | ----------------- |
| 1   | Ad Dakhiliyah                           |               | Nizwa      |                   |
| 2   | Ad Dhahirah                             |               | Ibri       |                   |
| 3   | Al Batinah North (Al Batinah Bắc)       | 2011          | Sohar      |                   |
| 4   | Al Batinah South (Al Batinah Nam)       | 2011          | Rustaq     |                   |
| 5   | Al Buraymi                              | 2011          | Al Buraymi |                   |
| 6   | Al Wusta                                |               | Haima      |                   |
| 7   | Ash Sharqiyah North (Ash Sharqiyah Bắc) | 2011          | Ibra       |                   |
| 8   | Ash Sharqiyah South (Ash Sharqiyah Nam) | 2011          | Sur        |                   |
| 9   | Dhofar                                  | 2011          | Salalah    |                   |
| 10  | Musandam                                | 2011          | Khasab     |                   |
| 11  | Muscat                                  | 2011          | Muscat     | thủ phủ là thủ đô |

### Danh sách đơn vị hành chính cấp tỉnh của Pakistan
Pakistan được chia làm 7 đơn vị hành chính cấp 1 bao gồm 4 tỉnh và 3 đơn vị hành chính đặc biệt 
| STT | Tên đơn vị hành chính | Năm thành lập | Thủ phủ      | Chú thích     |
| --- | --------------------- | ------------- | ------------ | ------------- |
| 1   | Azad Kashmir          | 1949          | Muzaffarabad | vùng lãnh thổ |
| 2   | Balochistan           | 1947          | Quetta       | tỉnh          |
| 3   | Gilgit-Baltistan      |               | Gilgit       | vùng lãnh thổ |
| 4   | Islamabad             |               | Islamabad    | thủ đô        |
| 5   | Khyber Pakhtunkhwa    |               | Peshawar     | tỉnh          |
| 6   | Punjab                |               | Lahore       | tỉnh          |
| 7   | Sindh                 |               | Karachi      | tỉnh          |

### Danh sách đơn vị hành chính cấp tỉnh của Philippines
Philippines được chia thành ba miền là Luzon ở phía Bắc đất nước, Visayas ở giữa đất nước, và Mindanao ở phía Nam đất nước. Tên ba miền đặt theo tên ba đảo chính của Philippines. Ba miền lại được chia thành 17 vùng. Việc phân chia thành các vùng nhằm mục đích tạo thuận lợi cho công tác quy hoạch lãnh thổ của chính quyền trung ương. Tuy nhiên, vùng không phải là một cấp hành chính mặc dù mỗi vùng đều có các văn phòng của các bộ ngành của trung ương.
Cấp hành chính địa phương chính thức của Philippines là tỉnh gồm 81 đơn vị. Vùng thủ đô Manila là một đơn vị hành chính đặc biệt và là một trong 17 vùng của Philippines.
| STT | Tên tỉnh                           | Năm thành lập | Tỉnh lị         | Chú thích   |
| --- | ---------------------------------- | ------------- | --------------- | ----------- |
| 1   | Abra                               | 1846          | Banguede        |             |
| 2   | Agusan del Norte                   | 1907          | Cabadbaran      |             |
| 3   | Agusan del Sur                     | 1970          | Prosperidad     |             |
| 4   | Aklan                              | 1956          | Kalibo          |             |
| 5   | Albay                              | 1574          | Legazpi         |             |
| 6   | Antique                            | 1917          | San Jose        |             |
| 7   | Apayao                             | 1995          | Kabugao         |             |
| 8   | Aurora                             | 1979          | Baler           |             |
| 9   | Basilan                            | 1973          | Isabela         |             |
| 10  | Bataan                             | 1754          | Balanga         |             |
| 11  | Batanes                            | 1783          | Basco           |             |
| 12  | Batangas                           | 1581          | Batangas        |             |
| 13  | Benguet                            | 1966          | La Trinidad     |             |
| 14  | Biliran                            | 1992          | Navala          |             |
| 15  | Bohol                              | 1854          | Tagbilaran      |             |
| 16  | Bukidnon                           | 1917          | Malaybalay      |             |
| 17  | Bulacan                            | 1578          | Malolos         |             |
| 18  | Cagayan                            | 1583          | Tuguegarao      |             |
| 19  | Camarines Norte                    | 1920          | Daet            |             |
| 20  | Camarines Sur                      | 1579          | Pili            |             |
| 21  | Camiguin                           | 1966          | Mambajao        |             |
| 22  | Capiz                              | 1917          | Roxas           |             |
| 23  | Catanduanes                        | 1945          | Virac           |             |
| 24  | Cavite                             | 1614          | Trece Martires  |             |
| 25  | Cebu                               | 1565          | Cebu            |             |
| 26  | Cotabato                           | 1914          | Kidapawan       |             |
| 27  | Davao de Oro                       | 1998          | Nabunturan      |             |
| 28  | Davao del Norte                    | 1967          | Tagum           |             |
| 29  | Davao del Sur                      | 1914          | Digos           |             |
| 30  | Davao Occidental                   | 2013          | Malita          |             |
| 31  | Davao Oriental                     | 1967          | Matili          |             |
| 32  | Dinagat Islands (Quần đảo Dinagat) | 2006          | Borongan        |             |
| 33  | Eastern Samar (Đông Samar)         | 1965          | San Jose        |             |
| 34  | Guimaras                           | 1992          | Jordan          |             |
| 35  | Ifugao                             | 1966          | Lagawe          |             |
| 36  | Ilocos Norte                       | 1818          | Laoag           |             |
| 37  | Ilocos Sur                         | 1572          | Vigan           |             |
| 38  | Iloilo                             | 1566          | Iloilo          |             |
| 39  | Isabela                            | 1856          | Ilagan          |             |
| 40  | Kalinga                            | 1966          | Tabuk           |             |
| 41  | La Union                           | 1850          | San Fernando    |             |
| 42  | Laguna                             | 1571          | Santa Cruz      |             |
| 43  | Lanao del Norte                    | 1959          | Tubod           |             |
| 44  | Lanao del Sur                      | 1914          | Marawi          |             |
| 45  | Leyte                              | 1735          | Tacloban        |             |
| 46  | Maguindanao                        | 1973          | Shariff Aguak   |             |
| 47  | Marinduque                         | 1920          | Boac            |             |
| 48  | Masbate                            | 1901          | Masbate         |             |
| 49  | Metro Manila                       |               | Manila          | Vùng thủ đô |
| 50  | Misamis Occidental                 | 1929          | Oroquieta       |             |
| 51  | Misamis Oriental                   | 1901          | Cagayan de Oro  |             |
| 52  | Mountain Province                  | 1846          | Bontoc          |             |
| 53  | Negros Occidental                  | 1890          | Bacolod         |             |
| 54  | Negros Oriental                    | 1890          | Dumaguete       |             |
| 55  | Northern Samar (Bắc Samar)         | 1965          | Catarman        |             |
| 56  | Nueva Ecija                        | 1801          | Palayan         |             |
| 57  | Nueva Vizcaya                      | 1839          | Bayombong       |             |
| 58  | Occidental Mindoro                 | 1950          | Mamburao        |             |
| 59  | Oriental Mindoro                   | 1663          | Calapan         |             |
| 60  | Palawan                            | 1902          | Puerto Princesa |             |
| 61  | Pampanga                           | 1571          | San Fernando    |             |
| 62  | Pangasinan                         | 1580          | Lingayen        |             |
| 63  | Quezon                             | 1901          | Lucena          |             |
| 64  | Quirino                            | 1966          | Cabarroguis     |             |
| 65  | Rizal                              | 1853          | Antipolo        |             |
| 66  | Romblon                            | 1901          | Romblon         |             |
| 67  | Samar                              | 1768          | Catbalogan      |             |
| 68  | Sarangani                          | 1992          | Alabel          |             |
| 69  | Siquijor                           | 1971          | Siquijor        |             |
| 70  | Sorsogon                           | 1894          | Sorsogon        |             |
| 71  | South Cotabato (Nam Cotabato)      | 1966          | Koronadal       |             |
| 72  | Southern Leyte (Nam Leyte)         | 1959          | Maasin          |             |
| 73  | Sultan Kudarat                     | 1973          | Isulan          |             |
| 74  | Sulu                               | 1917          | Jolo            |             |
| 75  | Surigao del Norte                  | 1901          | Surigao         |             |
| 76  | Surigao del Sur                    | 1960          | Tandag          |             |
| 77  | Tarlac                             | 1873          | Tarlac          |             |
| 78  | Tawi-Tawi                          | 1973          | Bongao          |             |
| 79  | Zambales                           | 1578          | Iba             |             |
| 80  | Zamboanga del Norte                | 1952          | Dipolog         |             |
| 81  | Zamboanga del Sur                  | 1914          | Pagadian        |             |
| 82  | Zamboanga Sibugay                  | 2001          | Ipil            |             |

### Danh sách đơn vị hành chính cấp tỉnh của Qatar
Qatar được phân thành các khu tự quản (baladiyah). Dưới các khu tự quản này là các khu vực và khu phố
| STT | Khu tự quản  | Năm thành lập | Thủ phủ            | Chú thích |
| --- | ------------ | ------------- | ------------------ | --------- |
| 1   | Al Daayen    |               | Umm Qarn           |           |
| 2   | Al Khor      | 1972          | Al Khor City       |           |
| 3   | Al Rayyan    |               | Al Rayyan City     |           |
| 4   | Al Shamal    |               | Madinat ash Shamal |           |
| 5   | Al Wakrah    | 1972          | Al Wakrah City     |           |
| 6   | Al-Shahaniya | 2014          | Al-Shahaniya City  |           |
| 7   | Doha         |               | Doha               | thủ đô    |
| 8   | Umm Salal    | 1972          | Umm Salal Ali      |           |

### Danh sách đơn vị hành chính cấp tỉnh của Ả Rập Xê Út
Ả Rập Xê Út chia thành 13 khu. Dưới đây là danh sách các khu vực của Ả Rập Xê Út
| STT | Khu                                   | Năm thành lập | Thủ phủ  | Chú thích   |
| --- | ------------------------------------- | ------------- | -------- | ----------- |
| 1   | Asir                                  |               | Abha     |             |
| 2   | Al-Bahah                              |               | Al-Baha  |             |
| 3   | Al-Jawf                               |               | Sakaka   |             |
| 4   | Al-Quassim                            |               | Buraidah |             |
| 5   | Eastern (Khu Đông)                    |               | Dammam   |             |
| 6   | Ha'il                                 |               | Ha'il    |             |
| 7   | Jizan                                 |               | Jazan    |             |
| 8   | Mecca                                 |               | Makkah   |             |
| 9   | Medina                                |               | Madinah  |             |
| 10  | Najrah                                |               | Najrah   |             |
| 11  | Northern Borders (Biên Giới Phía Bắc) |               | Arar     |             |
| 12  | Riyadh                                |               | Riyadh   | Vùng thủ đô |
| 13  | Tabuk                                 |               | Tabuk    |             |

### Danh sách đơn vị hành chính cấp tỉnh của Singapore
Tại Singapore, do diện tích quá nhỏ, nên phân chia hành chính tại đây cũng có sự khác biệt. Singapore được chia thành 5 quận Hội đồng phát triển cộng đồng (CDCs)
| STT | Tên quận                          | Năm thành lập | Thủ phủ | Chú thích |
| --- | --------------------------------- | ------------- | ------- | --------- |
| 1   | Trung Tâm (Central Singapore CDC) |               |         |           |
| 2   | Đông Bắc (North East CDC)         |               |         |           |
| 3   | Tây Bắc (North West CDC)          |               |         |           |
| 4   | Đông Nam (South East CDC)         |               |         |           |
| 5   | Tây Nam (South West CDC)          |               |         |           |

### Danh sách đơn vị hành chính cấp tỉnh của Sri Lanka
Sri Lanka hiện tại có 9 tỉnh, chủ yếu đặt theo tên phương hướng. Điểm đặc biệt của đơn vị hành chinh Sri Lanka là nó được giữ ổn định suốt hơn 100 năm.
| STT | Tên tỉnh                      | Năm thành lập | Thủ phủ      | Chú thích         |
| --- | ----------------------------- | ------------- | ------------ | ----------------- |
| 1   | Trung Tâm (Central)           | 1833          | Kandy        |                   |
| 2   | Đông (Eastern)                | 1833          | Trincomalee  |                   |
| 3   | Bắc Trung Tâm (North Central) | 1873          | Anuradhapura |                   |
| 4   | Tây Bắc (North Western)       | 1845          | Kurunegala   |                   |
| 5   | Bắc (Northern)                | 1833          | Jaffna       |                   |
| 6   | Sabaragamuwa                  | 1889          | Ratnapura    |                   |
| 7   | Nam (South)                   | 1833          | Galle        |                   |
| 8   | Uva                           | 1886          | Badulla      |                   |
| 5   | Tây (Western)                 | 1833          | Colombo      | thủ phủ là thủ đô |

### Danh sách đơn vị hành chính cấp tỉnh của Hàn Quốc
Hàn Quốc có 17 đơn vị hành chính cấp 1 với nhiều tên gọi khác nhau
| STT | Tên đơn vị hành chính               | Năm thành lập | Thủ phủ   | Chú thích                  |
| --- | ----------------------------------- | ------------- | --------- | -------------------------- |
| 1   | Busan                               | 1995          |           | thành phố lớn              |
| 2   | Daegu                               | 1995          |           | thành phố lớn              |
| 3   | Daejeon                             | 1995          |           | thành phố lớn              |
| 4   | Gangwon                             | 1986          | Chuncheon | tỉnh                       |
| 5   | Gwangju                             | 1995          |           | thành phố lớn              |
| 6   | Gyeonggi                            |               | Suwon     | tỉnh                       |
| 7   | Incheon                             | 1995          |           | thành phố lớn              |
| 8   | Jeju                                | 2006          | Jeju      | tỉnh tự trị                |
| 9   | North Chungcheong (Chungcheong Bắc) | 1986          | Cheongju  | tỉnh                       |
| 10  | North Gyeongsang (Gyeongsang Bắc)   |               | Andong    | tỉnh                       |
| 11  | North Jeolla (Jeolla Bắc)           |               | Jeonju    | tỉnh                       |
| 12  | Sejong                              | 2012          |           | thành phố tự trị đặc biệt  |
| 13  | Seoul                               | 1949          |           | thủ đô, thành phố đặc biệt |
| 14  | South Chungcheong (Chungcheong Nam) | 1986          | Hongseong | tỉnh                       |
| 15  | South Gyeongsang (Gyeongsang Nam)   | 1986          | Changwon  | tỉnh                       |
| 16  | South Jeolla (Jeolla Nam)           | 1986          | Muan      | tỉnh                       |
| 17  | Ulsan                               |               |           | thành phố lớn              |

### Danh sách đơn vị hành chính cấp tỉnh của Syria
Syria chia quốc gia thành 14 đơn vị hành chính cấp 1, gọi là vùng thủ hiến (muhafazah) hoặc có thể gọi là tỉnh
| STT | Tên đơn vị hành chính | Năm thành lập | Thủ phủ     | Chú thích                       |
| --- | --------------------- | ------------- | ----------- | ------------------------------- |
| 1   | Al-Hasakah            |               | Al-Hasakah  |                                 |
| 2   | Aleppo                |               | Aleppo      |                                 |
| 3   | As-Suwayda            |               | As-Suwayda  |                                 |
| 4   | Damascus              |               | Damascus    | vùng thủ đô, chỉ bao gồm thủ đô |
| 5   | Daraa                 |               | Daraa       |                                 |
| 6   | Deir ez-Zor           |               | Deir ez-Zor |                                 |
| 7   | Hama                  |               | Hama        |                                 |
| 8   | Homs                  |               | Homs        |                                 |
| 9   | Idlib                 |               | Idlib       |                                 |
| 10  | Latakia               |               | Latakia     |                                 |
| 11  | Quneitra              |               | Quneitra    |                                 |
| 12  | Raqqa                 |               | Raqqa       |                                 |
| 13  | Rif Dimashq           |               | Douma       |                                 |
| 14  | Tartus                |               | Tartus      |                                 |

### Danh sách đơn vị hành chính cấp tỉnh của Tajikistan
Tajikistan chỉ có 4 đơn vị hành chính cấp tỉnh: 2 tỉnh, 1 tỉnh tự trị và 1 vùng lệ thuộc cộng hòa
| STT | Tên đơn vị hành chính                                       | Năm thành lập | Thủ phủ  | Chú thích                                          |
| --- | ----------------------------------------------------------- | ------------- | -------- | -------------------------------------------------- |
| 1   | Gorno-Badakhshan                                            | 1925          | Khorugh  | tỉnh tự trị                                        |
| 2   | Khatlon                                                     |               | Bokhtar  |                                                    |
| 3   | Region of Republican Subordination (Vùng Lệ thuộc Cộng hòa) |               | Dushanbe | trước kia gọi là tỉnh Karotegin, thủ phủ là thủ đô |
| 4   | Sughd                                                       | 1929          | Khujand  |                                                    |

### Danh sách đơn vị hành chính cấp tỉnh của Thái Lan
Thái Lan có 76 tỉnh (changwat) và 1 vùng đô thị đặc biệt là Bangkok
| STT | Tên tỉnh                 | Năm thành lập | Tỉnh lị             | Chú thích              |
| --- | ------------------------ | ------------- | ------------------- | ---------------------- |
| 1   | Amnat Charoen            | 1993          | Amnat Charoen       |                        |
| 2   | Ang Thong                |               | Ang Thong           |                        |
| 3   | Bangkok (Băng Cốc)       | 1782          |                     | vùng thủ đô            |
| 4   | Bueng Kan                | 2011          | Bueng Kan           |                        |
| 5   | Buriram                  | 1933          | Buriram             |                        |
| 6   | Chachoengsao             | 1916          | Chachoengsao        | tiếng Việt: Bắc Nao    |
| 7   | Chai Nat                 |               | Chai Nat            |                        |
| 8   | Chaiyaphum               |               | Chaiyaphum          |                        |
| 9   | Chanthaburi              |               | Chanthaburi         | tiếng Việt: Chân Bôn   |
| 10  | Chiang Mai               | 1932          | Chiang Mai          |                        |
| 11  | Chiang Rai               | 1910          | Chiang Rai          |                        |
| 12  | Chonburi                 | 1933          | Chonburi            |                        |
| 13  | Chumphon                 | 1932          | Chumphon            |                        |
| 14  | Kalasin                  | 1959          | Kalasin             |                        |
| 15  | Kamphaeng Phet           |               | Kamphaeng Phet      |                        |
| 16  | Kanchanaburi             |               | Kanchanaburi        | tiếng Việt: Bắc Liệt   |
| 17  | Khon Kaen                | 1916          | Khon Kaen           |                        |
| 18  | Krabi                    |               | Krabi               |                        |
| 19  | Lampang                  | 1892          | Lampang             |                        |
| 20  | Lamphun                  |               | Lamphun             |                        |
| 21  | Loei                     | 1907          | Loei                |                        |
| 22  | Lopburi                  |               | Lopburi             |                        |
| 23  | Mae Hong Son             |               | Mae Hong Son        |                        |
| 24  | Maha Sarakham            | 1868          | Maha Sarakham       |                        |
| 25  | Mukdahan                 | 1982          | Mukdahan            |                        |
| 26  | Nakhon Nayok             | 1946          | Nakhon Nayok        |                        |
| 27  | Nakhon Pathom            |               | Nakhon Pathom       |                        |
| 28  | Nakhon Phanom            |               | Nakhon Phanom       | tiếng Việt: Lạc Hoàn   |
| 29  | Nakhon Ratchasima        |               | Nakhon Ratchasima   |                        |
| 30  | Nakhon Sawan             |               | Nakhon Sawan        |                        |
| 31  | Nakhon Si Thammarat      | 1932          | Nakhon Si Thammarat |                        |
| 32  | Nan                      | 1932          | Nan                 |                        |
| 33  | Narathiwat               |               | Narathiwat          |                        |
| 34  | Nong Bua Lamphu          | 1993          | Nong Bua Lamphu     |                        |
| 35  | Nong Khai                |               | Nong Khai           | tiếng Việt: Mường Nông |
| 36  | Nonthaburi               | 1946          | Nonthaburi          |                        |
| 37  | Pathum Thani             | 1932          | Pathum Thani        |                        |
| 38  | Pattani                  |               | Pattani             |                        |
| 39  | Phang Nga                | 1840          | Phang Nga           |                        |
| 40  | Phatthalung              |               | Phatthalung         |                        |
| 41  | Phayao                   | 1977          | Phayao              |                        |
| 42  | Phetchabun               |               | Phetchabun          |                        |
| 43  | Phetchaburi              |               | Phetchaburi         |                        |
| 44  | Phichit                  |               | Phichit             |                        |
| 45  | Phitsanulok              |               | Phitsanulok         |                        |
| 46  | Phra Nakhon Si Ayutthaya | 1926          | Ayutthaya           |                        |
| 47  | Phrae                    |               | Phrae               |                        |
| 48  | Phuket                   |               | Phuket              |                        |
| 49  | Prachinburi              |               | Prachinburi         |                        |
| 50  | Prachuap Khiri Khan      |               | Prachuap Khiri Khan |                        |
| 51  | Ranong                   |               | Ranong              |                        |
| 52  | Ratchaburi               | 1933          | Ratchaburi          |                        |
| 53  | Rayong                   | 1933          | Rayong              |                        |
| 54  | Roi Et                   | 1926          | Roi Et              |                        |
| 55  | Sa Kaeo                  | 1993          | Sa Kaeo             |                        |
| 56  | Sakon Nakhon             |               | Sakon Nakhon        |                        |
| 57  | Samut Prakan             | 1946          | Samut Prakan        |                        |
| 58  | Samut Sakhon             |               | Samut Sakhon        |                        |
| 59  | Samut Songkhram          |               | Samut Songkhram     |                        |
| 60  | Saraburi                 |               | Saraburi            |                        |
| 61  | Satun                    | 1933          | Satun               |                        |
| 62  | Sing Buri                |               | Sing Buri           |                        |
| 63  | Sisaket                  |               | Sisaket             |                        |
| 64  | Songkhla                 | 1932          | Songkhla            |                        |
| 65  | Sukhothai                | 1939          | Sukhothai Thani     |                        |
| 66  | Suphan Buri              |               | Suphan Buri         |                        |
| 67  | Surat Thani              | 1933          | Surat Thani         |                        |
| 68  | Surin                    |               | Surin               |                        |
| 69  | Tak                      |               | Tak                 |                        |
| 70  | Trang                    | 1933          | Trang               |                        |
| 71  | Trat                     |               | Trat                |                        |
| 72  | Ubon Ratchathani         | 1972          | Ubon Ratchathani    |                        |
| 73  | Udon Thani               | 1932          | Udon Thani          |                        |
| 74  | Uthai Thani              | 1898          | Uthai Thani         |                        |
| 75  | Uttaradit                |               | Uttaradit           |                        |
| 76  | Yala                     |               | Yala                |                        |
| 77  | Yasothon                 | 1972          | Yasothon            |                        |

### Danh sách đơn vị hành chính cấp tỉnh của Đông Timor
Đông Timor có 14 tỉnh, được thành lập dựa trên 14 quận, huyện theo cách phân chia hành chính cũ.
| STT | Tên tỉnh | Năm thành lập | Tỉnh lị        | Chú thích         |
| --- | -------- | ------------- | -------------- | ----------------- |
| 1   | Aileu    |               | Aileu          |                   |
| 2   | Ainaro   |               | Ainaro         |                   |
| 3   | Atauro   | 2022          | Vila Maumeta   |                   |
| 4   | Baucau   |               | Baucau         |                   |
| 5   | Bobonaro |               | Maliana        |                   |
| 6   | Covalima |               | Suai           |                   |
| 7   | Dili     |               | Dili           | tỉnh lị là thủ đô |
| 8   | Ermera   |               | Gleno          |                   |
| 9   | Lautem   |               | Lospalos       |                   |
| 10  | Liquica  |               | Liquica        |                   |
| 11  | Manatuto |               | Manatuto       |                   |
| 12  | Manufahi |               | Same           |                   |
| 13  | Oecusse  |               | Pante Macassar |                   |
| 14  | Viqueque |               | Viqueque       |                   |

### Danh sách đơn vị hành chính cấp tỉnh của Thổ Nhĩ Kỳ
Thổ Nhĩ Kỳ có 81 tỉnh, trong đó có một số tỉnh được công nhận là thành phố tự trị
| STT | Tên tỉnh       | Năm thành lập | Tỉnh lị        | Chú thích                |
| --- | -------------- | ------------- | -------------- | ------------------------ |
| 1   | Adana          | 1986          |                | thành phố tự trị         |
| 2   | Adiyaman       |               | Adiyaman       |                          |
| 3   | Afyonkarahisar |               | Afyonkarahisar |                          |
| 4   | Agri           |               | Agri           |                          |
| 5   | Aksaray        |               | Aksaray        |                          |
| 6   | Amasya         |               | Amasya         |                          |
| 7   | Ankara         | 1984          |                | thủ đô, thành phố tự trị |
| 8   | Antalya        | 1993          |                | thành phố tự trị         |
| 9   | Ardahan        |               | Ardahan        |                          |
| 10  | Artvin         |               | Artvin         |                          |
| 11  | Aydin          | 2012          |                | thành phố tự trị         |
| 12  | Balikesir      | 2012          |                | thành phố tự trị         |
| 13  | Bartin         |               | Bartin         |                          |
| 14  | Batman         |               | Batman         |                          |
| 15  | Bayburt        |               | Bayburt        |                          |
| 16  | Bilecik        |               | Bilecik        |                          |
| 17  | Bingol         |               | Bingol         |                          |
| 18  | Bitlis         |               | Bitlis         |                          |
| 19  | Bolu           |               | Bolu           |                          |
| 20  | Burdur         |               | Burdur         |                          |
| 21  | Bursa          | 1986          |                | thành phố tự trị         |
| 22  | Canakkale      |               | Canakkale      |                          |
| 23  | Cankiri        |               | Cankiri        |                          |
| 24  | Corum          |               | Corum          |                          |
| 25  | Denizli        | 2012          |                | thành phố tự trị         |
| 26  | Diyarbakir     | 1993          |                | thành phố tự trị         |
| 27  | Duzce          |               | Duzce          |                          |
| 28  | Edirne         |               | Edirne         |                          |
| 29  | Elazig         |               | Elazig         |                          |
| 30  | Erzincan       |               | Erzincan       |                          |
| 31  | Erzurum        | 1993          |                | thành phố tự trị         |
| 32  | Eskisehir      | 1993          |                | thành phố tự trị         |
| 33  | Gaziantep      | 1986          |                | thành phố tự trị         |
| 34  | Giresun        |               | Giresun        |                          |
| 35  | Gumushane      |               | Gumushane      |                          |
| 36  | Hakkari        |               | Hakkari        |                          |
| 37  | Hatay          | 2012          |                | thành phố tự trị         |
| 38  | Igdir          |               | Igdir          |                          |
| 39  | Isparta        |               | Isparta        |                          |
| 40  | Istanbul       | 1984          |                | thành phố tự trị         |
| 41  | Izmir          | 1984          |                | thành phố tự trị         |
| 42  | Kahramanmaras  | 2012          |                | thành phố tự trị         |
| 43  | Karabuk        |               | Karabuk        |                          |
| 44  | Karaman        |               | Karaman        |                          |
| 45  | Kars           |               | Kars           |                          |
| 46  | Kastamonu      |               | Kastamonu      |                          |
| 47  | Kayseri        | 1988          |                | thành phố tự trị         |
| 48  | Kilis          |               | Kilis          |                          |
| 49  | Kirikkale      |               | Kirikkale      |                          |
| 50  | Kirklareli     |               | Kirklareli     |                          |
| 51  | Kirsehir       |               | Kirsehir       |                          |
| 52  | Kocaeli        | 1993          |                | thành phố tự trị         |
| 53  | Konya          | 1986          |                | thành phố tự trị         |
| 54  | Kutahya        |               | Kutahya        |                          |
| 55  | Malatya        | 2012          |                | thành phố tự trị         |
| 56  | Manisa         | 2012          |                | thành phố tự trị         |
| 57  | Mardin         | 2012          |                | thành phố tự trị         |
| 58  | Mersin         | 1993          |                | thành phố tự trị         |
| 59  | Mugla          | 2012          |                | thành phố tự trị         |
| 60  | Mus            |               | Mus            |                          |
| 61  | Nevsehir       |               | Nevsehir       |                          |
| 62  | Nigde          |               | Nigde          |                          |
| 63  | Ordu           | 2013          |                | thành phố tự trị         |
| 64  | Osmaniye       |               | Osmaniye       |                          |
| 65  | Rize           |               | Rize           |                          |
| 66  | Sakarya        | 2000          |                | thành phố tự trị         |
| 67  | Samsun         | 1993          |                | thành phố tự trị         |
| 68  | Sanliurfa      | 2012          |                | thành phố tự trị         |
| 69  | Siirt          |               | Siirt          |                          |
| 70  | Sinop          |               | Sinop          |                          |
| 71  | Sivas          |               | Sivas          |                          |
| 72  | Sirnak         |               | Sirnak         |                          |
| 73  | Tekirdag       | 2012          |                | thành phố tự trị         |
| 74  | Tokat          |               | Tokat          |                          |
| 75  | Trabzon        | 2012          |                | thành phố tự trị         |
| 76  | Tunceli        |               | Tunceli        |                          |
| 77  | Usak           |               | Usak           |                          |
| 78  | Van            | 2012          |                | thành phố tự trị         |
| 79  | Yalova         |               | Yalova         |                          |
| 80  | Yozgat         |               | Yozgat         |                          |
| 81  | Zonguldak      |               | Zonguldak      |                          |

### Danh sách đơn vị hành chính cấp tỉnh của Turkmenistan
Turkmenistan chia đất nước thành 5 đơn vị hành chính cấp tỉnh (welayatlar) và 1 đơn vị hành chính thủ đô.
| STT | Tên tỉnh | Năm thành lập | Tỉnh lị     | Chú thích |
| --- | -------- | ------------- | ----------- | --------- |
| 1   | Ahal     |               | Arkadag     |           |
| 2   | Ashgabat | 1924          |             | thủ đô    |
| 3   | Balkan   |               | Balkanabat  |           |
| 4   | Dasoguz  |               | Dashoguz    |           |
| 5   | Lebap    |               | Turkmenabat |           |
| 6   | Mary     |               | Mary        |           |

### Danh sách đơn vị hành chính cấp tỉnh của Các tiểu vương quốc Ả Rập Thống Nhất (UAE)
UAE là một đất nước được cấu thành từ 7 tiểu vương quốc. 
| STT | Tên tiểu vương quốc | Năm thành lập | Thủ đô         | Chú thích                 |
| --- | ------------------- | ------------- | -------------- | ------------------------- |
| 1   | Abu Dhabi           | 1971          | Abu Dhabi      | tiểu vương quốc có thủ đô |
| 2   | Ajman               |               | Ajman          |                           |
| 3   | Dubai               | 1971          | Dubai          |                           |
| 4   | Fujairah            |               | Fujairah       |                           |
| 5   | Ras al-Khaimah      |               | Ras al-Khaimah |                           |
| 6   | Sharjah             |               | Sharjah        |                           |
| 7   | Umm al-Quwain       |               | Umm al-Qaiwain |                           |

### Danh sách đơn vị hành chính cấp tỉnh của Uzbekistan
Uzbekistan được chia thành 14 đơn vị hành chính cấp tỉnh, trong đó có 12 tỉnh, 1 nước cộng hòa tự trị và 1 thành phố trực thuộc trung ương
| STT | Tên tỉnh       | Năm thành lập | Tỉnh lị   | Chú thích                               |
| --- | -------------- | ------------- | --------- | --------------------------------------- |
| 1   | Andijon        |               | Andijon   |                                         |
| 2   | Buxoro         |               | Bukhara   |                                         |
| 3   | Farg'ona       |               | Fergana   |                                         |
| 4   | Jizzax         |               | Jizzax    |                                         |
| 5   | Namangan       |               | Namangan  |                                         |
| 6   | Navoiy         |               | Navoiy    |                                         |
| 7   | Qaraqalpaqstan |               | Nukus     | cộng hòa tự trị                         |
| 8   | Qashqadaryo    |               | Qarshi    |                                         |
| 9   | Samarqand      |               | Samarqand |                                         |
| 10  | Sirdaryo       |               | Guliston  |                                         |
| 11  | Surxondaryo    |               | Termez    |                                         |
| 12  | Tashkent       |               |           | thủ đô, thành phố trực thuộc trung ương |
| 13  | Toshkent       |               | Tashkent  |                                         |
| 14  | Xorazm         |               | Urganch   |                                         |

### Danh sách đơn vị hành chính cấp tỉnh của Việt Nam
Tại Việt Nam, đơn vị hành chính cấp tỉnh bao gồm tỉnh và thành phố trực thuộc trung ương. Có 63 tỉnh, thành
| STT | Tên tỉnh          | Năm thành lập | Tỉnh lị               | Chú thích                               |
| --- | ----------------- | ------------- | --------------------- | --------------------------------------- |
| 1   | An Giang          | 1832          | Long Xuyên            |                                         |
| 2   | Bà Rịa – Vũng Tàu | 1991          | Bà Rịa                |                                         |
| 3   | Bạc Liêu          | 1882          | Bạc Liêu              |                                         |
| 4   | Bắc Kạn           | 1900          | Bắc Kạn               |                                         |
| 5   | Bắc Giang         | 1895          | Bắc Giang             |                                         |
| 6   | Bắc Ninh          | 1831          | Bắc Ninh              |                                         |
| 7   | Bến Tre           | 1867          | Bến Tre               |                                         |
| 8   | Bình Dương        | 1956          | Thủ Dầu Một           |                                         |
| 9   | Bình Định         | 1885          | Quy Nhơn              |                                         |
| 10  | Bình Phước        | 1997          | Đồng Xoài             |                                         |
| 11  | Bình Thuận        | 1827          | Phan Thiết            |                                         |
| 12  | Cà Mau            | 1956          | Cà Mau                |                                         |
| 13  | Cao Bằng          | 1931          | Cao Bằng              |                                         |
| 14  | Cần Thơ           | 2004          |                       | Thành phố trực thuộc trung ương         |
| 15  | Đà Nẵng           | 1997          |                       | Thành phố trực thuộc trung ương         |
| 16  | Đắk Lắk           | 1904          | Buôn Ma Thuột         |                                         |
| 17  | Đắk Nông          | 2004          | Gia Nghĩa             |                                         |
| 18  | Đồng Nai          | 1976          | Biên Hòa              |                                         |
| 19  | Đồng Tháp         | 1976          | Cao Lãnh              |                                         |
| 20  | Điện Biên         | 2004          | Điện Biên Phủ         |                                         |
| 21  | Gia Lai           | 1945          | Pleiku                |                                         |
| 22  | Hà Giang          | 1891          | Hà Giang              |                                         |
| 23  | Hà Nam            | 1890          | Phủ Lý                |                                         |
| 24  | Hà Nội            | 1888          |                       | Thủ đô, Thành phố trực thuộc trung ương |
| 25  | Hà Tĩnh           | 1831          | Hà Tĩnh               |                                         |
| 26  | Hải Dương         | 1831          | Hải Dương             |                                         |
| 27  | Hải Phòng         | 1888          |                       | Thành phố trực thuộc trung ương         |
| 28  | Hòa Bình          | 1831          | Hòa Bình              |                                         |
| 29  | Hậu Giang         | 2004          | Vị Thanh              |                                         |
| 30  | Hưng Yên          | 1831          | Hưng Yên              |                                         |
| 31  | Hồ Chí Minh       | 1976          |                       | Thành phố trực thuộc trung ương         |
| 32  | Khánh Hòa         | 1831          | Nha Trang             |                                         |
| 33  | Kiên Giang        | 1956          | Rạch Giá              |                                         |
| 34  | Kon Tum           | 1913          | Kon Tum               |                                         |
| 35  | Lai Châu          | 1909          | Lai Châu              |                                         |
| 36  | Lào Cai           | 1907          | Lào Cai               |                                         |
| 37  | Lạng Sơn          | 1831          | Lạng Sơn              |                                         |
| 38  | Lâm Đồng          | 1958          | Đà Lạt                |                                         |
| 39  | Long An           | 1956          | Tân An                |                                         |
| 40  | Nam Định          | 1831          | Nam Định              |                                         |
| 41  | Nghệ An           | 1831          | Vinh                  |                                         |
| 42  | Ninh Bình         | 1831          | Ninh Bình             |                                         |
| 43  | Ninh Thuận        | 1922          | Phan Rang – Tháp Chàm |                                         |
| 44  | Phú Thọ           | 1903          | Việt Trì              |                                         |
| 45  | Phú Yên           | 1831          | Tuy Hòa               |                                         |
| 46  | Quảng Bình        | 1831          | Đồng Hới              |                                         |
| 47  | Quảng Nam         | 1831          | Tam Kỳ                |                                         |
| 48  | Quảng Ngãi        | 1831          | Quảng Ngãi            |                                         |
| 49  | Quảng Ninh        | 1963          | Hạ Long               |                                         |
| 50  | Quảng Trị         | 1831          | Đông Hà               |                                         |
| 51  | Sóc Trăng         | 1900          | Sóc Trăng             |                                         |
| 52  | Sơn La            | 1904          | Sơn La                |                                         |
| 53  | Tây Ninh          | 1900          | Tây Ninh              |                                         |
| 54  | Thái Bình         | 1890          | Thái Bình             |                                         |
| 55  | Thái Nguyên       | 1831          | Thái Nguyên           |                                         |
| 56  | Thanh Hóa         | 1843          | Thanh Hóa             |                                         |
| 57  | Thừa Thiên Huế    | 1989          | Huế                   |                                         |
| 58  | Tiền Giang        | 1976          | Mỹ Tho                |                                         |
| 59  | Trà Vinh          | 1900          | Trà Vinh              |                                         |
| 60  | Tuyên Quang       | 1831          | Tuyên Quang           |                                         |
| 61  | Vĩnh Long         | 1831          | Vĩnh Long             |                                         |
| 62  | Vĩnh Phúc         | 1950          | Vĩnh Yên              |                                         |
| 63  | Yên Bái           | 1900          | Yên Bái               |                                         |

### Danh sách đơn vị hành chính cấp tỉnh của Yemen
Yemen chia đất nước thành 21 tỉnh và 1 thành phố
| STT | Tên tỉnh         | Năm thành lập | Tỉnh lị     | Chú thích |
| --- | ---------------- | ------------- | ----------- | --------- |
| 1   | 'Amran           |               | 'Amran      |           |
| 2   | Abyan            |               | Zinjibar    |           |
| 3   | Aden             |               | Aden        |           |
| 4   | Al Bayda         |               | Al Bayda    |           |
| 5   | Al Hudaydah      |               | Al Hudaydah |           |
| 6   | Al Jawf          |               | Al Hazm     |           |
| 7   | Al Mahrah        |               | Al Ghaydah  |           |
| 8   | Al Mahwit        |               | Al Mahwit   |           |
| 9   | Amanat Al Asimah |               | Sana'a      |           |
| 10  | Dhale            |               | Dhale       |           |
| 11  | Dhamar           |               | Dhamar      |           |
| 12  | Hadramaut        |               | Mukalla     |           |
| 13  | Hajjah           |               | Hajjah      |           |
| 14  | Ibb              |               | Ibb         |           |
| 15  | Lahij            |               | Lahij       |           |
| 16  | Ma'rib           |               | Ma'rib      |           |
| 17  | Raymah           |               | Raymah      |           |
| 18  | Sa'dah           |               | Sa'dah      |           |
| 19  | Sana'a           |               |             | thủ đô    |
| 20  | Shabwah          |               | Ataq        |           |
| 21  | Socotra          | 2013          | Hadibu      |           |
| 22  | Taiz             |               | Taiz        |           |